# 2362 Mark Twain
2362 Mark Twain eller 1976 SH2 är en asteroid i huvudbältet som upptäcktes den 24 september 1976 av den rysk-sovjetiske astronomen Nikolaj Tjernych vid Krims astrofysiska observatorium på Krim. Den har fått sitt namn efter Mark Twain, pseudonym för Samuel Langhorne Clemens.
Asteroiden har en diameter på ungefär 15 kilometer.